# Binaire vertaling
Een binaire vertaling is de emulatie van een instructieset door een processor met een andere instructieset door middel van vertaling van de broncode. Hierdoor zou het in theorie mogelijk zijn om Mac OS X (dat de instructieset AMD64 ondersteunt) te draaien op PowerPC-gebaseerde computers. Er zijn twee soorten: statisch en dynamisch. Bij statisch wordt de code niet uitgevoerd, maar gewoon omgezet naar code voor de andere instructieset. Bij dynamische binaire vertaling wordt de code uitgevoerd en zo omgezet naar code voor een andere instructieset.